# Old Man of Hoy

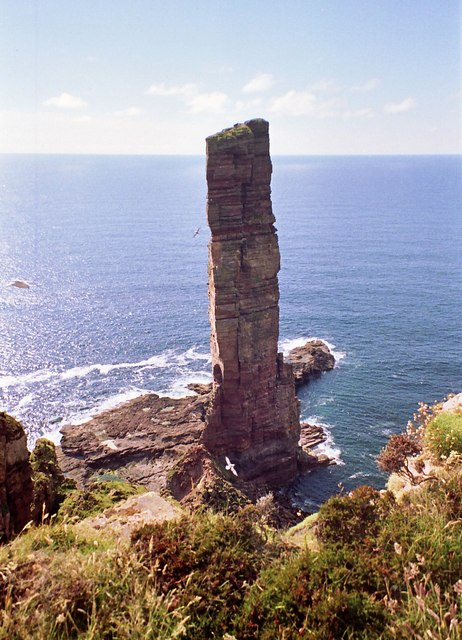
Isole Orcadi (Scozia): l'Old Man of Hoy

L'Old Man of Hoy è un faraglione in arenaria rossa
 dell'isola scozzese di Hoy, isola sul Mare del Nord appartenente all'arcipelago delle Isole Orcadi. Alto 137 metri, è il più elevato faraglione della Gran Bretagna, ed è una nota meta per gli scalatori (con una media di circa 20-50 scalate l'anno).

## Geografia
L'Old Man of Hoy è situato al largo della costa occidentale dell'isola di Hoy, a circa 60 metri dagli scogli.

## Geologia
L'Old Man of Hoy è formato da arenaria di origine fluviale, originatasi nel Devoniano.

## Storia

### Origini
Si creò 26 milioni di anni fa attraverso processi di erosione durati secoli, i quali portarono una parte dello scoglio a separarsi e creare questa enorme pila.
Ancora nel 1750, l'Old Man of Hoy veniva descritto come un promontorio.
Agli inizi del XIX secolo, però, una tormenta lo rimodellò in un faraglione. L'Old Man of Hoy assunse così la forma di un arco con due "gambe", come fu descritto da William Daniell nel 1814, forma a cui si deve nome Old Man, ovvero "vecchio uomo".
In seguito le due "gambe" del faraglione furono spazzate via da una nuova tormenta e il faraglione assunse la forma attuale.

### Le scalate
La prima scalata dell'Old Man of Hoy avvenne nel 1966 ad opera di Chris Bonington, Rusty Baillie  e Tom Patey e durò tre giorni.
Una successiva scalata, avvenuta l'8 e il 9 luglio dell'anno seguente, fu trasmessa in diretta dalla BBC e fu seguita da 23 milioni di telespettatori.
Nel luglio 2013, l'Old Man of Hoy fu scalato per la prima volta da una persona non vedente, Red Szell, che si proponeva di raccogliere fondi a scopo benefico.
Nell'agosto del 2014, Sir Chris Bonington, il primo scalatore dell'Old Man of Hoy, effettuò una nuova ascesa in occasione del suo 80º compleanno.

## L'Old Man of Hoy nella cultura di massa
- L'Old Man of Hoy compare in un episodio della serie televisiva Monty Python's Flying Circus[1]
- L'Old Man of Hoy compare nel video musicale del brano degli Eurythmics Here Comes the Rain Again[1]